# 技能照査
技能照査（ぎのうしょうさ）とは、公共職業訓練または認定職業訓練を受けている者に対して、受講している訓練内容に関する技能及びこれに関する知識を充分に取得したことを確認するために、公共職業能力開発施設の長または認定職業訓練を行う事業主等が実施する試験である。修了時試験とも呼ばれる。技能照査に合格すると、技能士補と呼ばれる称号が得られる。

## 沿革
- 1969年（昭和44年）- 職業訓練法第12条において技能照査が初めて規定される。養成訓練のうちの高等訓練課程の訓練生が対象である。
- 1974年（昭和49年）-職業訓練法の改正により、養成訓練のうちの高等訓練課程と特別訓練課程の訓練生が対象となる。
- 1978年（昭和53年）-職業訓練法の改正により、養成訓練（普通訓練課程[1]、専門訓練課程）の訓練生が対象となる。
- 1985年（昭和60年）-職業訓練法の改正（題名が職業能力開発促進法になり、技能照査は第21条で規定される。）により、養成訓練のうちの普通課程[2]と専門課程の訓練生が対象となる。
- 1993年（平成5年）-職業能力開発促進法の改正の施行により、普通職業訓練のうちの普通課程と高度職業訓練のうちの専門課程の各訓練生が対象となる。
- 1999年（平成11年）-職業能力開発促進法の改正により、従来に加えて、高度職業訓練のうちの応用課程の訓練生が新たに対象となる。